# Lothar Fischer
Lothar Fischer – niemiecki i wschodnioniemiecki zapaśnik walczący przeważnie w stylu klasycznym.
Brązowy medalista mistrzostw świata w 1958 roku.
Wicemistrz Niemiec w 1949. Mistrz NRD w 1955, 1957, 1958 i 1960; drugi w 1954 (wolny), 1955 (wolny), 1956 i 1962 roku.